# R5 East Coast Tour
L'East Coast Tour è il secondo tour del gruppo musicale pop rock e alternative rock statunitense R5, svoltosi tra novembre e dicembre 2012.

## Informazioni sul tour
Il 19 ottobre 2012 Ross ha annunciato il tour e le 13 date previste su Twitter. Il tour è iniziato il 15 dicembre 2012 a Madison, in Wisconsin, ed è terminato con uno spettacolo a Syracuse il 31 dicembre 2012. Ha incluso 13 date in Nord America, in particolare lungo la East Coast. Inoltre durante la tournée per la prima volta il gruppo si è esibito fuori dagli Stati Uniti, al Mod Club Theatre di Toronto, Canada.
Nel corso del tour, gli R5 hanno eseguito i brani contenuti nel loro primo EP, Ready Set Rock, oltre che alcune canzoni tratte dalla colonna sonora della serie TV Austin & Ally, di cui uno dei membri del gruppo, Ross Lynch, è protagonista, la cover di Shut Up and Let Me Go dei The Ting Tings e il brano natalizio inedito Christmas is Coming.
Per promuovere il tour la band ha lanciato il concorso "Crazy 4 U Contest". I fan del gruppo avevano la possibilità di spedire delle foto tematiche sulla canzone What Are You Crazy 4 a Everloop.com e i primi cinque classificati hanno vinto alcuni premi e una video chat di cinque minuti su Skype con la band.

## Artisti di supporto
- Brandon and Savannah[8]
- Taylor Mathews[7]

## Scaletta
1. Crazy 4 U
2. Medley:
  1. Heartbeat
  2. Can't Do It Without You
  3. Better Together
  4. Not a Love Song
3. Heard It on the Radio
4. Can You Feel It
5. Say You'll Stay
6. Cali Girls
7. Keep Away
8. Shut Up and Let Me Go (cover dei The Ting Tings)
9. What Do I Have to Do?
10. Love To Love Her
11. Wishing I Was 23
12. Take U There
13. A Billion Hits
14. Christmas Is Coming

## Recensioni
Lauren Hoffman di Concert Music Magazine ha recensito positivamente i concerti e ha affermato che gli R5 sono "una band davvero unica e divertente" e che "hanno sicuramente fatto il loro ingresso nel mondo della musica". Ha inoltre detto che le performance live erano energiche, emozionanti e accattivanti e che i membri erano elettrizzati ed emozionati con il pubblico, non solo per i soldi. Hoffman ha infine aggiunto: "sicuramente ci ha lasciati a volere ancora di più!".

## Date del tour
| Data             | Città             | Stato                      | Luogo                |
| Nord America     | Nord America      | Nord America               | Nord America         |
| ---------------- | ----------------- | -------------------------- | -------------------- |
| 18 novembre 2012 | Madison           | Wisconsin, Stati Uniti     | The Loft             |
| 19 novembre 2012 | Milwaukee         | Wisconsin, Stati Uniti     | Turner Hall          |
| 20 novembre 2012 | Minneapolis       | Minnesota,                 | Gabooze              |
| 15 dicembre 2012 | Jamestown         | New York, Stati Uniti      | TV Taping            |
| 16 dicembre 2012 | Toronto           | Ontario, Canada            | Mod Club             |
| 17 dicembre 2012 | Toronto           | Ontario, Canada            | Mod Club             |
| 18 dicembre 2012 | New York          | New York, Stati Uniti      | Highline Ballroom    |
| 19 dicembre 2012 | Washington        | Washington, Stati Uniti    | The Filmore          |
| 21 dicembre 2012 | Tampa             | Florida, Stati Uniti       | Center Theater       |
| 22 dicembre 2012 | Orlando           | Florida, Stati Uniti       | Center Theater       |
| 23 dicembre 2012 | Lauderdale        | Minnesota, Stati Uniti     | Culture Room         |
| 26 dicembre 2012 | Atlanta           | Georgia, Stati Uniti       | Masquerade           |
| 28 dicembre 2012 | Philadelphia      | Pennsylvania, Stati Uniti  | TLA                  |
| 29 dicembre 2012 | Freehold Township | New Jersey, Stati Uniti    | I Play America       |
| 30 dicembre 2012 | Boston            | Massachusetts, Stati Uniti | Brighton Music Hall  |
| 31 dicembre 2012 | Syracuse          | New York, Stati Uniti      | First Night Festival |